# Distretto di Parkent
Il distretto di Parkent è uno dei 15 distretti della Regione di Tashkent, in Uzbekistan. Il capoluogo è Parkent.